# Penisola Hughes

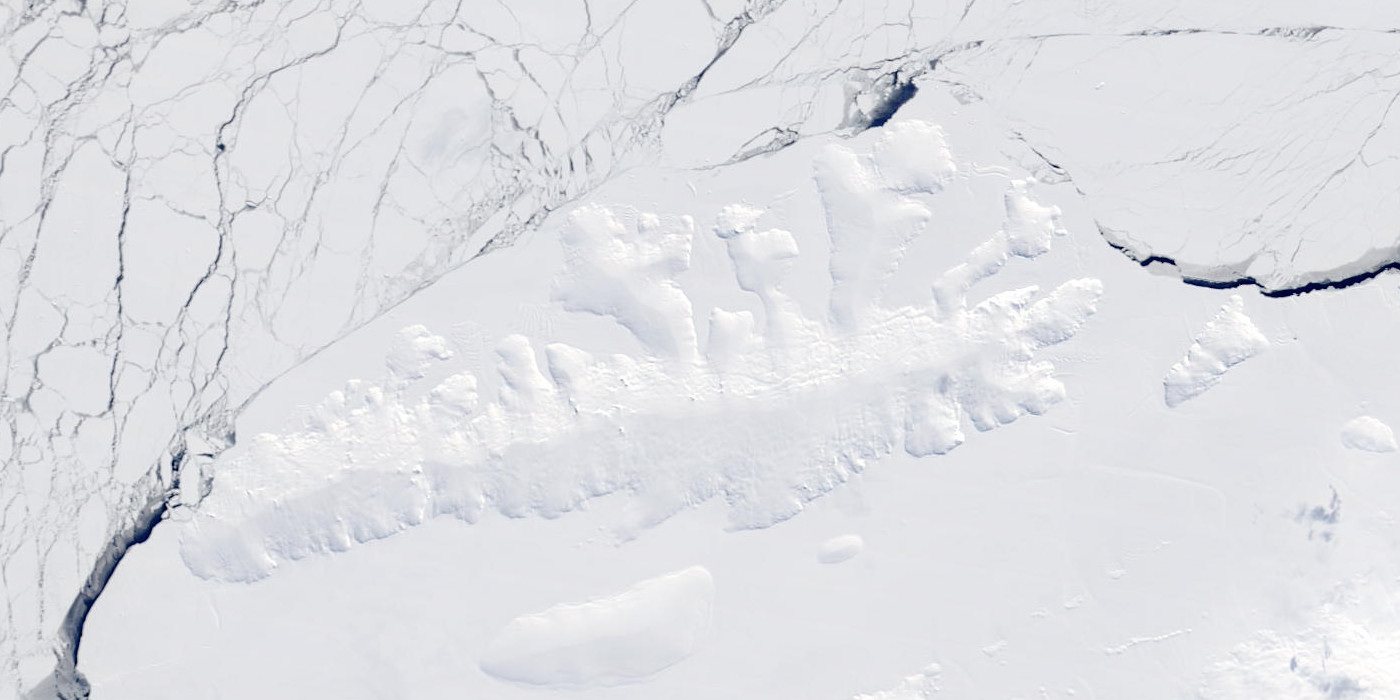
Un'immagine satellitare dell'isola Thurston.

La penisola Hughes è una penisola completamente coperta dai ghiacci situata sull'isola Thurston, al largo della costa di Eights, nella Terra di Ellsworth, in Antartide. Questa penisola, che si allunga verso nord-est nel mare di Bellingshausen per circa 33 km, si trova in particolare nella parte occidentale della costa settentrionale dell'isola, a ovest dell'insenatura di Henry, e la sua estremità nord-orientale è stata battezzata capo Davies.

## Storia
La penisola Hughes fu scoperta durante ricognizioni aeree effettuate nel dicembre 1946 nel corso dell'operazione Highjump e fu del tutto mappata nel febbraio 1960 durante voli in elicottero partiti dalla USS Burton Island e dalla USS Glacier e svolti su quest'area nel corso di una spedizione di ricerca della marina militare statunitense nel mare di Bellingshausen, infine fu così battezzata dal Comitato consultivo dei nomi antartici in onore di Jerry Hughes, un fotografo in servizio sulla Glacier durante la sopraccitata spedizione che scattò diverse fotografie dell'isola Thurston durante i sorvoli in elicottero.